# HD 73390
HD 73390，又名CP-57 1590，SAO 236105、HR 3415，是一颗恒星，视星等为5.26，位于銀經274.14，銀緯-10.52，其B1900.0坐标为赤經8h 32m 56.1s，赤緯-57° -10.52′ 41″。